# Pablo Christiani
Pablo Christiani, auch Frai Paul, Pau Cristià und Paulus Christianus (ursprünglicher Name: hebräisch שאול בן שמואל ‚Saul ben Samuel‘) (* um Anfang bis Mitte des 13. Jahrhunderts in Montpellier; † um 1274 in Frankreich) war als antijüdischer Polemist Hauptgegner von Nachmanides an der Disputation von Barcelona (1263).

## Leben
Pablo Christiani wurde als Jude Saul (hebräisch שָׁאוּל Scha'ul), in Montpellier geboren. Er studierte unter Rabbi Eliezer ben Immanuel von Tarascon  und Jakob ben Elijah von Venedig. Nach seiner Konversion zum christlichen Glauben trat er in der Dominikanerorden ein. In Übereinstimmung mit seinem Orden sah er seine Aufgabe in der Bekehrung seiner früheren Glaubensbrüder. Schon vor der Disputation von Barcelona soll er mit Meir ben Simon von Narbonne debattiert haben. Als er mit seinen Bekehrungsversuchen von Juden in der Provence wenig Erfolg hatte, verlegte er seine Aktivitäten nach Aragon.

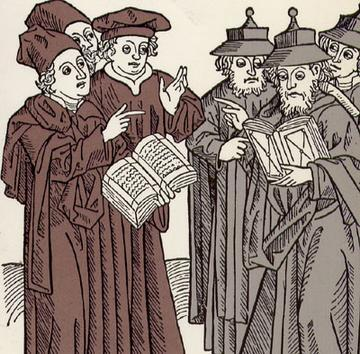
Christliche und jüdische Gelehrte beim Disput (Holzschnitt 1483), exemplarische Darstellung

Im Jahr 1263 nahm Christiani an der viertägigen Disputation von Barcelona teil. Die Disputation war vom aragonischen Dominikaner Raimund von Penyafort initiiert worden und fand in Anwesenheit von König Jakob I. statt. Der Vertreter der jüdischen Seite war Nachmanides (Rabbi Moses ben Nachman), einer der führenden rabbinischen Autoritäten Spaniens. Ähnlich wie Nikolaus Donin an der Pariser Disputation von 1240 berief sich Christiani in seiner Argumentation auf den Talmud und baute so die neue antijüdische Missionierungsstrategie aus. Wie in den christlich-jüdischen Streitgesprächen des Mittelalters üblich, durften die Juden nur auf die Vorwürfe antworten, selber jedoch keine Fragen stellen. Beide Seiten reklamierten nach Ende der Disputation den Sieg für sich.
Nach der Disputation ordnete der König an, dass Christiani und andere Dominikaner in den Synagogen predigen durften und dass der Talmud von blasphemischen Stellen (angeblichen Beleidigungen von Jesu und Maria) gereinigt werden solle. Da die Maßnahmen den Dominikanern nicht weit genug gingen, wandten sie sich an Papst Clemens IV., der darauf vom König verlangte, stärker gegen Nachmanides vorzugehen. Christiani wurde in der Folge als Mitglied einer Kommission ernannt, welche die jüdischen Schriften zensieren sollte.
In späteren Jahren setzte Christiani seine Missionstätigkeit in Frankreich fort. 1269 verlangte er vom französischen König Ludwig IX. eine schärfere Haltung gegen die Juden und forderte ihn auf, diese zum Tragen des Judenzeichens zu verpflichten. In Frankreich beteiligte sich Christiani an weiteren Religionsgesprächen gegen die Juden. So disputierte er gegen Ende seines Lebens mit dem Rabbi Mordechai ben Joseph von Avignon.